# EGSY8p7
EGSY8p7 (EGSY-2008532660) était avant la mise en service du télescope spatial James Webb l'une des galaxies les plus lointaines jamais détectées, avec un décalage vers le rouge spectroscopique de 8,68 . Cela correspond à une distance d'environ 13,2 milliards d'années-lumière de la Terre, et elle est située dans la constellation du Bouvier. La lumière de la galaxie a été amplifiée par lentille gravitationnelle au cours de son trajet vers la Terre, ce qui a permis sa détection.
EGSY8p7 a été un temps la galaxie la plus lointaine connue avant d'être surclassée par GN-z11 en mars 2016.

## Époque de réionisation
La détection d'un corps céleste à une telle distance est surprenante car selon le modèle cosmologique le plus accepté, à cette époque, l'Univers possédait des nuages d'hydrogène neutre qui auraient dû absorber cette émission. L'une des hypothèses permettant d'expliquer la détection est que la réionisation s'est produite de manière disparate plutôt qu'homogène et que EGSY8p7 se serait trouvée dans une zone permettant à sa lumière de rejoindre la Terre,,,,,.